# Эндер, Томас
Томас Эндер (нем. Thomas Ender; 3 ноября 1793, Вена, — 28 сентября 1875, там же) — австрийский художник, пейзажист и акварелист.

## Жизнь и творчество
Родился в семье старьёвщика Иоганна Эндера, брат-близнец художника Иоганна Непомука Эндера. В 1806 году Томас, вместе со своим братом, поступает в венскую Академию изобразительных искусств, где сперва учится в классе исторической живописи у Губерта Маурера. В 1810 году он перешёл в класс пейзажа, к Лауренцу Янше. После смерти Янши в 1812 году его учителем становится Йозеф Мёссмер.
Уже в 1810 году Т.Эндер получает 1-й приз Академии в области пейзажа. Проведя некоторое время в учебных поездках, Эндер в 1817 году возвращается в Вену, где ему присуждается за пейзажную живопись учреждённый императором Австрии Большой художественный приз. Картина, отмеченная этой наградой, была приобретена князем Клеменсом Меттернихом, и в дальнейшем оказывавшим поддержку художнику. Так, он сделал возможным участие Т.Эндера в Австрийской экспедиции в Бразилию, во время которой художник создал более 700 рисунков и акварелей. После возвращения Эндер сопровождает князя в Рим и живёт там до 1823 года, получая императорскую пенсию. В 1823 году художник, по заказу Меттерниха, работает в районе Зальцкаммергут. В 1824 он становится членом венской Академии. В 1826 году Эндер посещает Париж. В 1828 году он становится придворным художником у эрцгерцога Австрийского Иоанна, и сопровождал его в его путешествиях 1837 году по Ближнему Востоку и южной России.
В 1837—1851 годах Т.Эндер — профессор венской Академии изобразительных искусств. В этот период он создаёт несколько серий пейзажей, копированных затем английскими гравёрами по стали. В 1845 Эндеру присваивается звание императорского советника, в 1851 году он уходит на пенсию. В 1853 году художник награждается орденом Франца-Иосифа. В 1855 и 1857 годах он вновь совершает поездки по Италии.

## Галерея

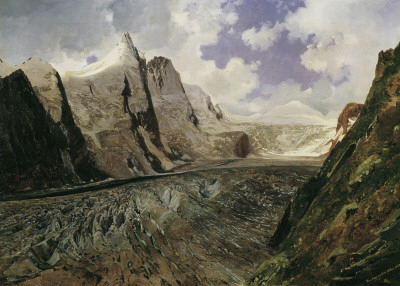
Гроссглокнер и Пастерце
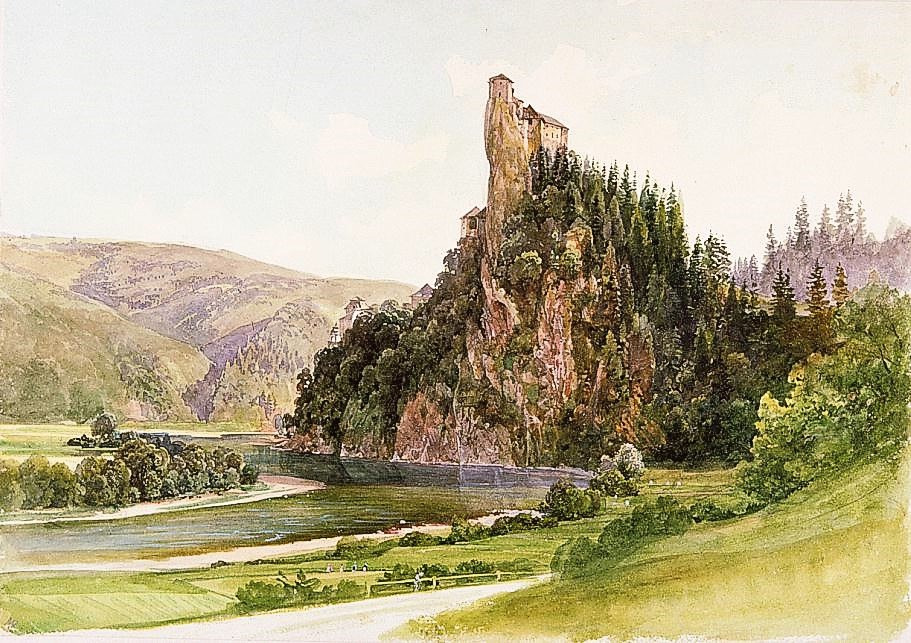
Оравский замок (1860-е гг.)
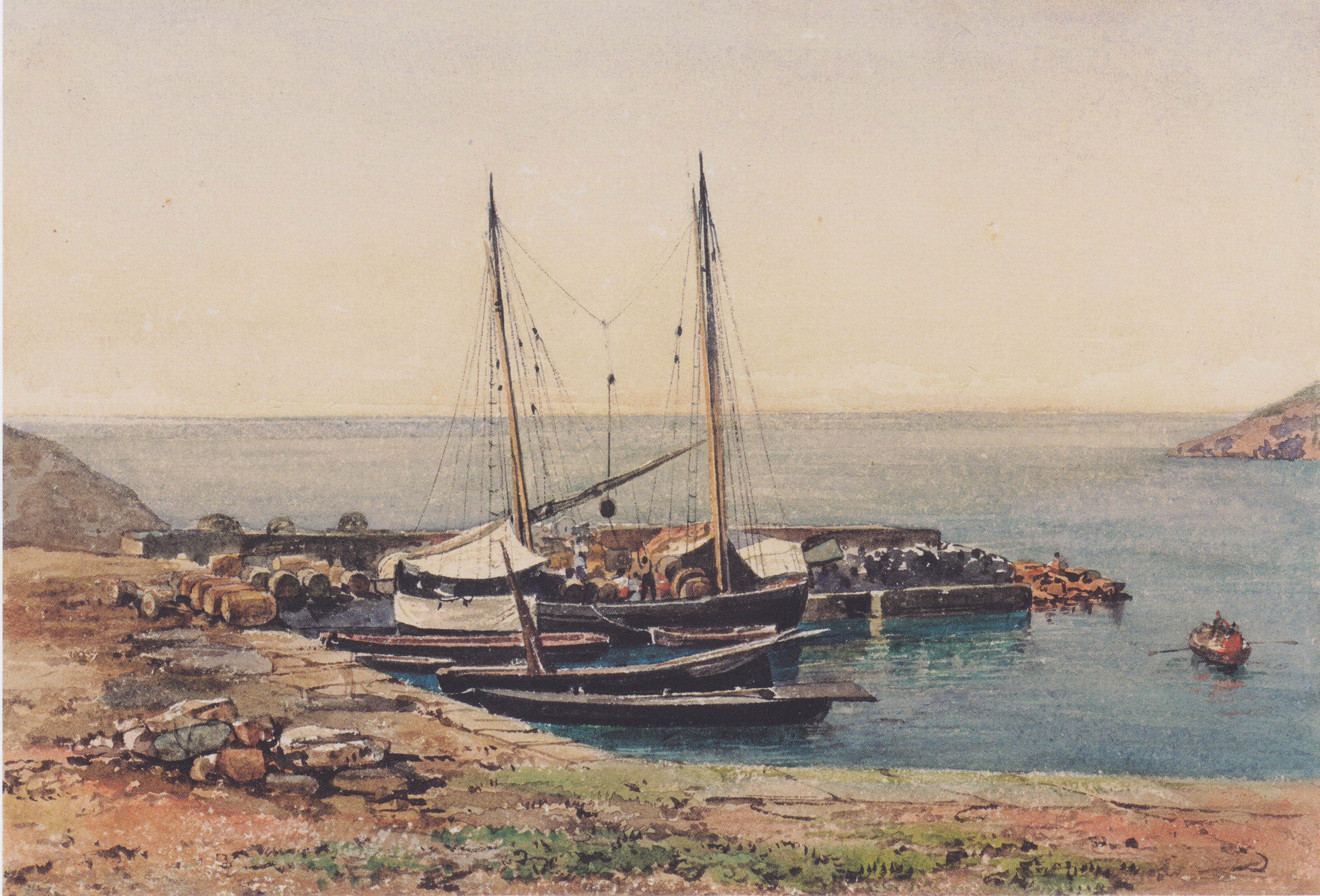
Маленькая гавань с лодками (1845)
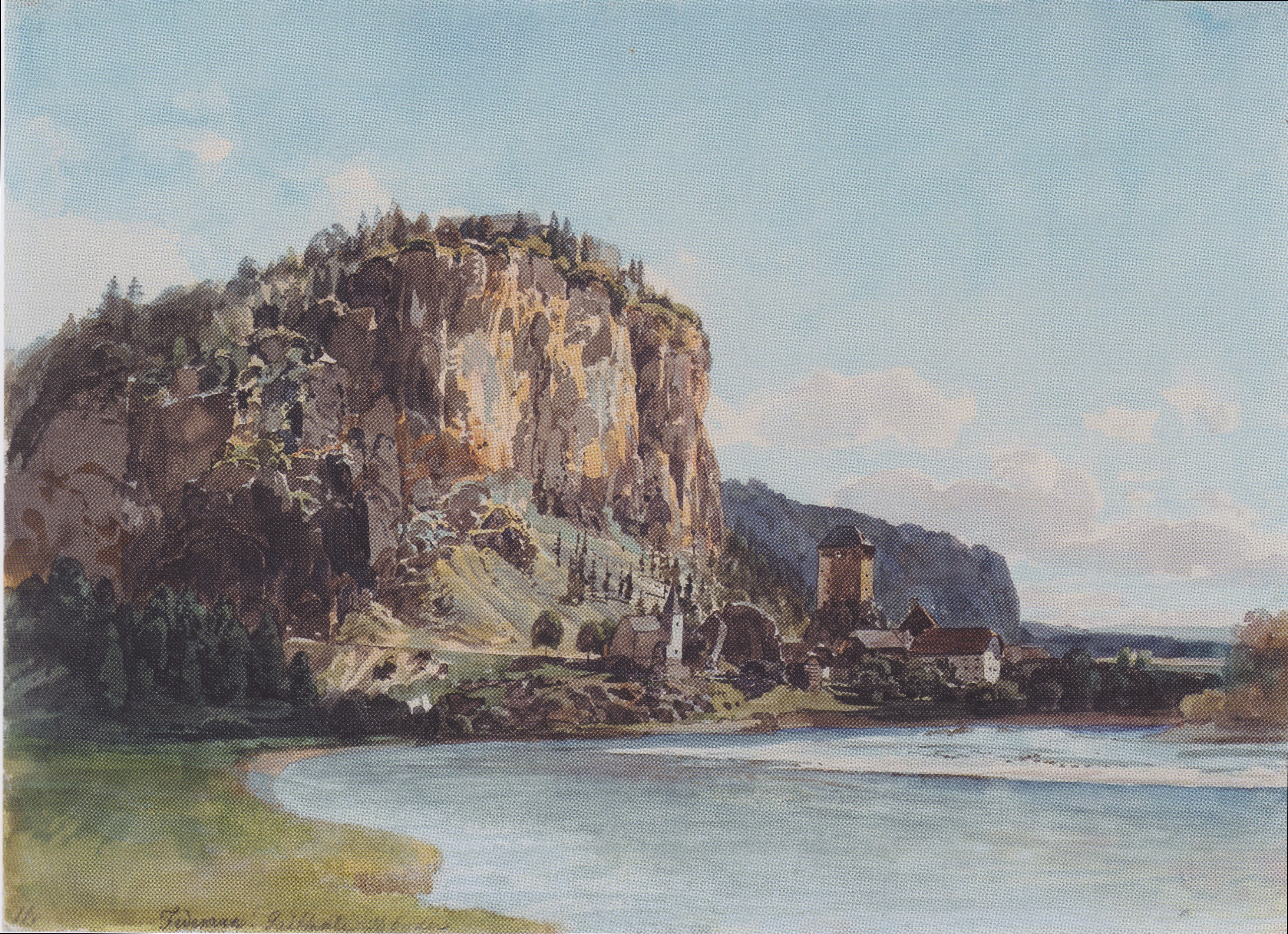
Федераун в долине Тайля (1840)
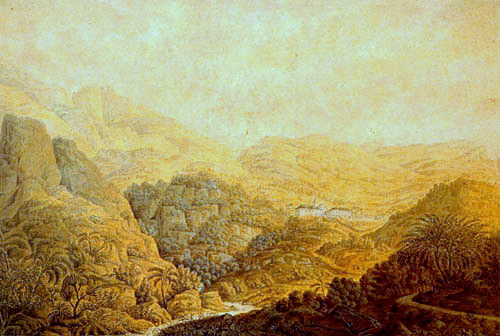
Пейзаж (1818)
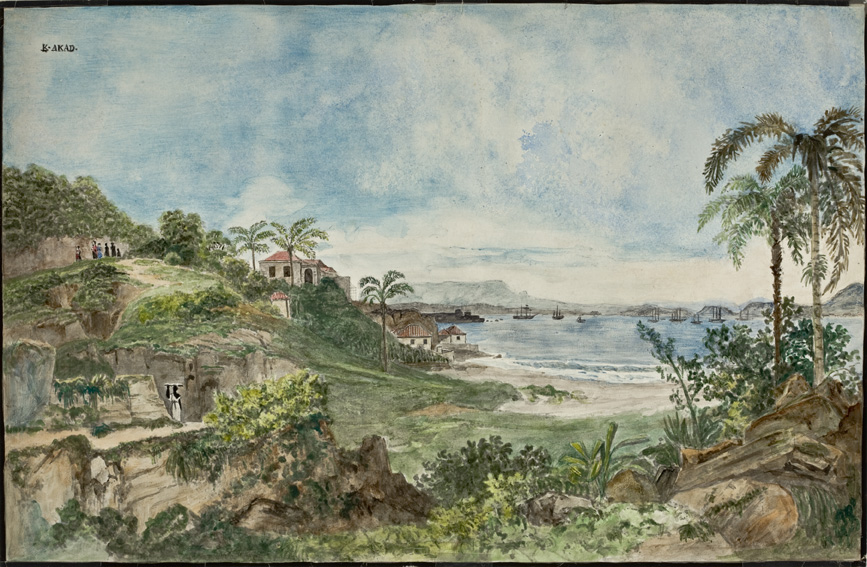
Пейзаж Гуанабары
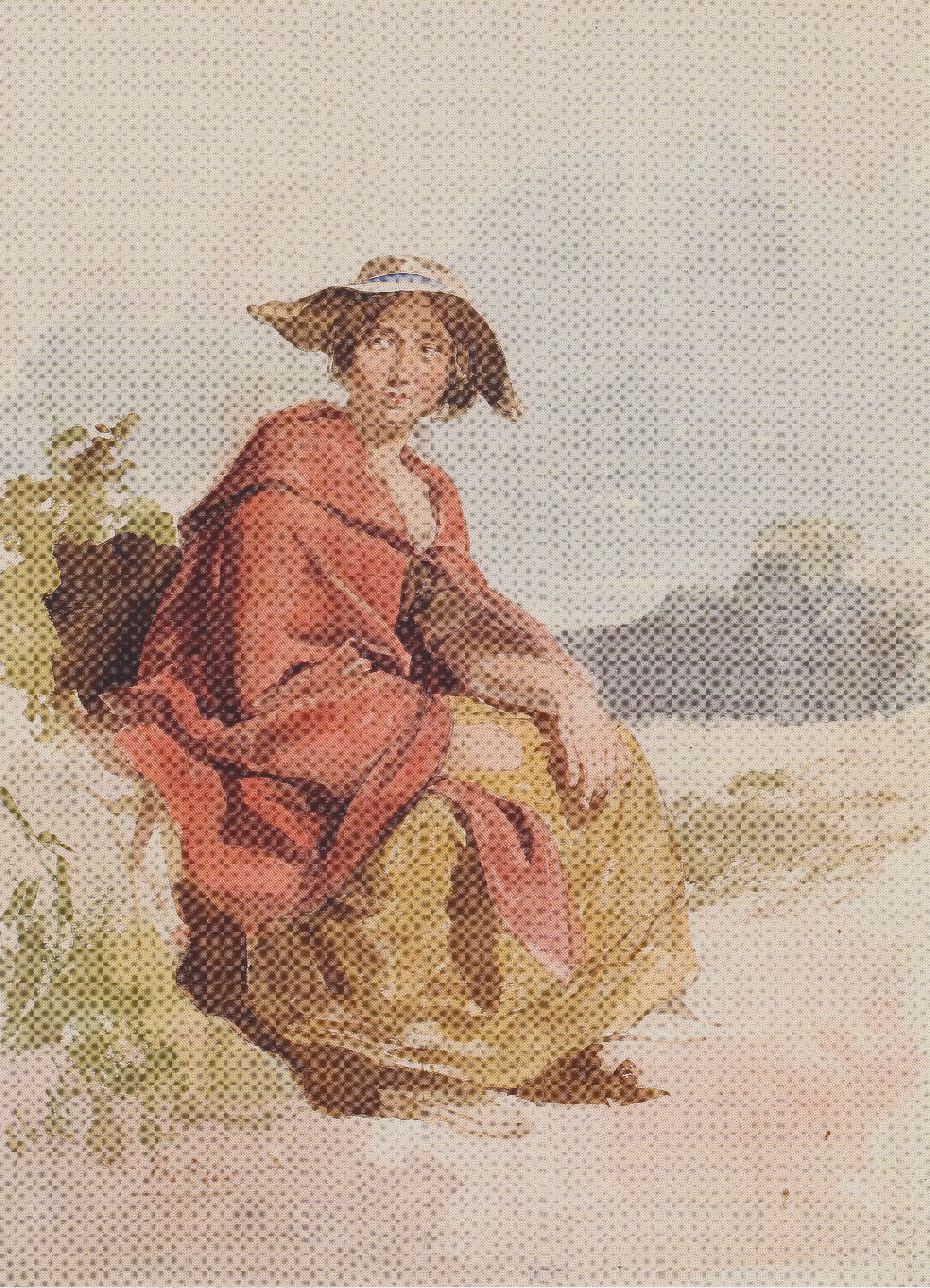
Сидящая в красной накидке (1830)
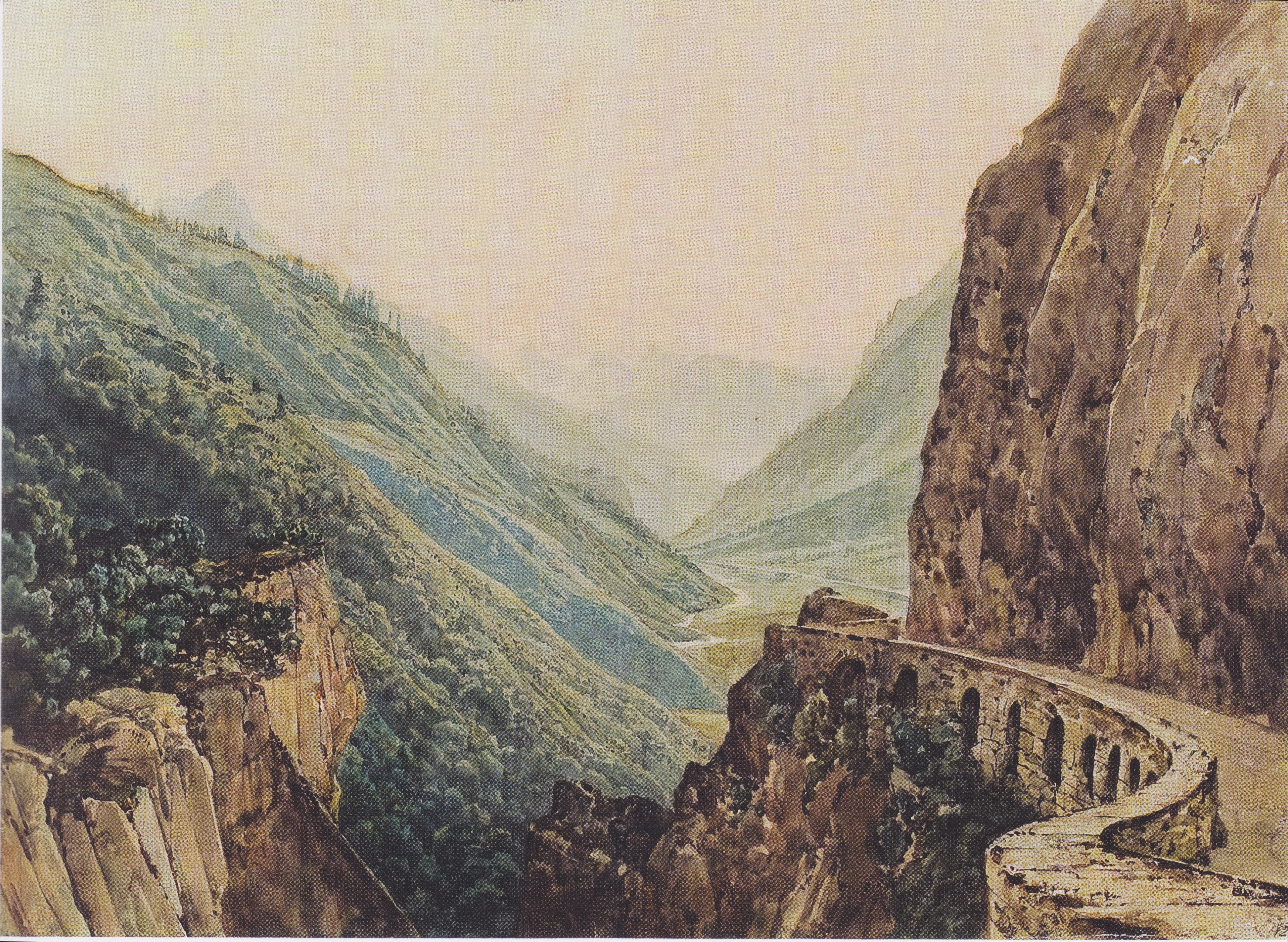
Сераплана, Граубюнден (1845)
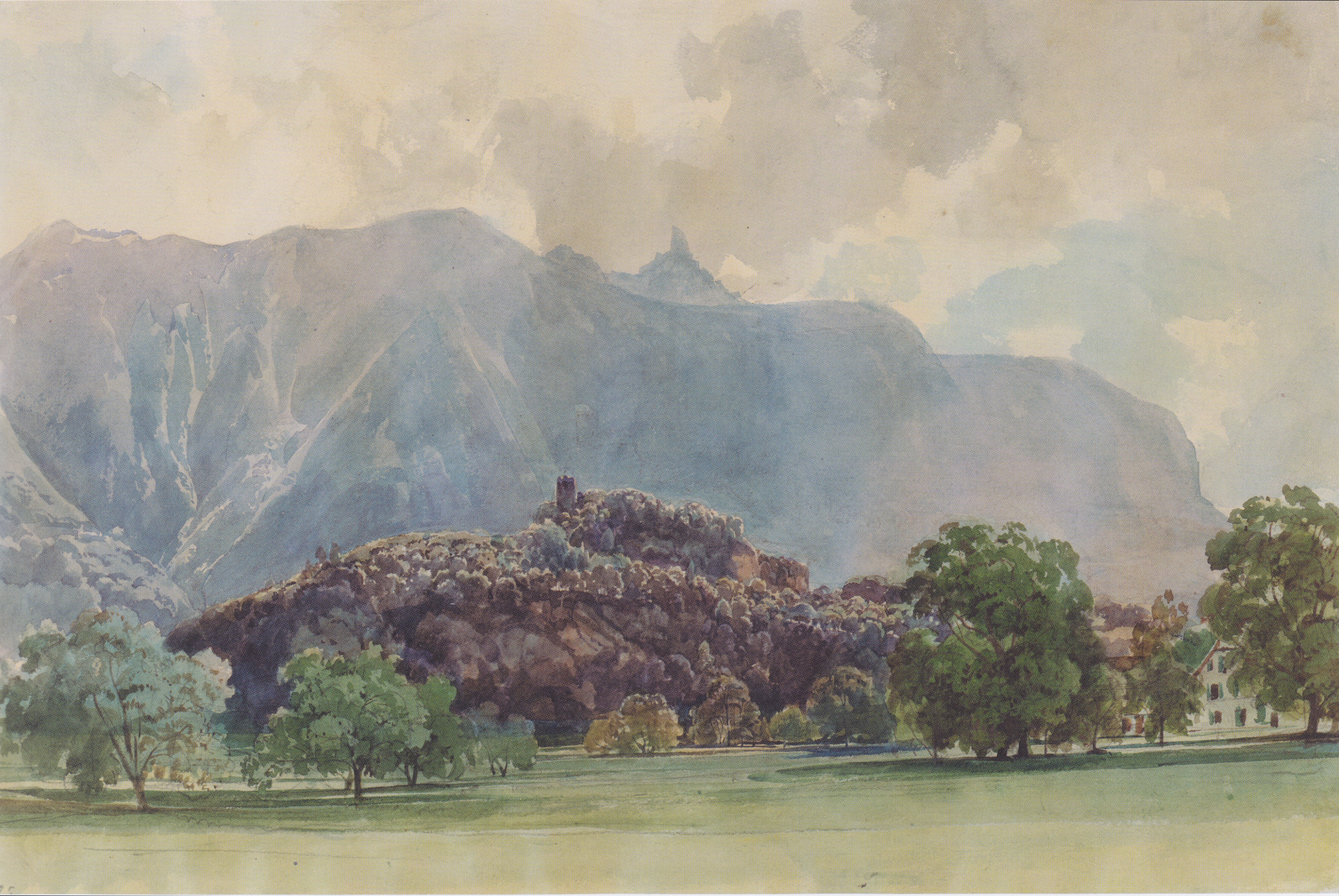
Пейзаж с замком (1830)
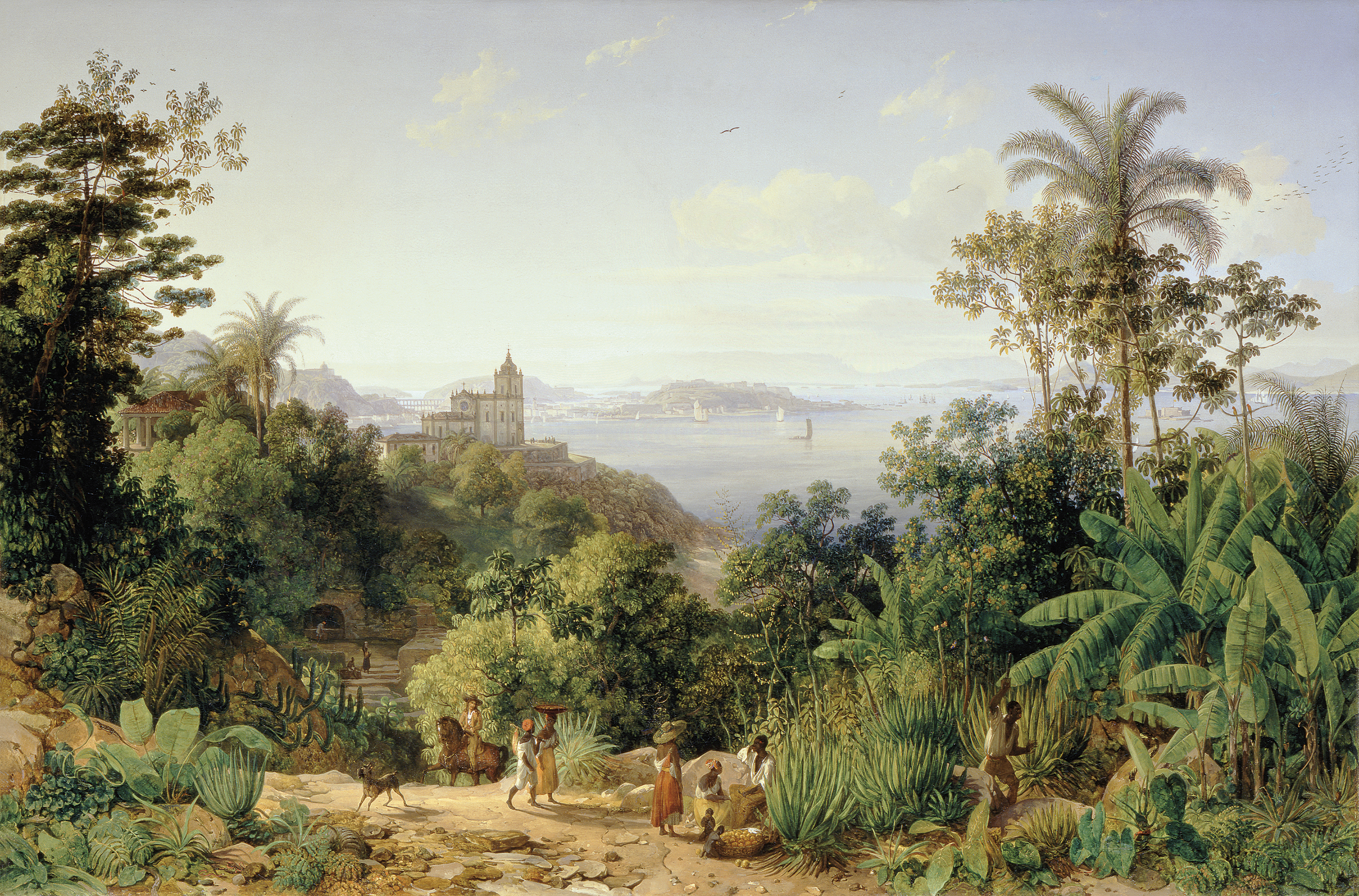
Близ Рио-де-Жанейро
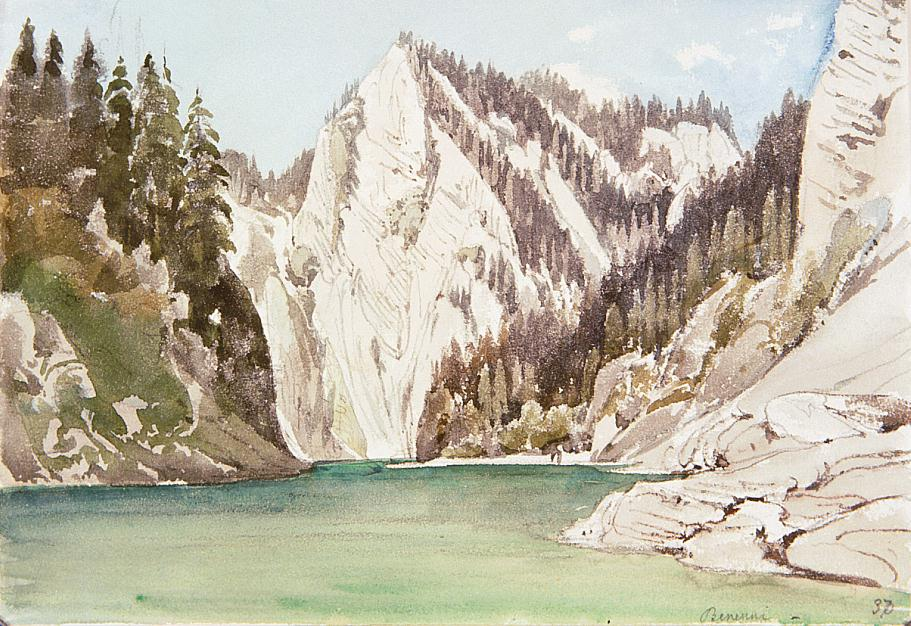
Вид на Пенинские горы и реку Дунаец (1860)
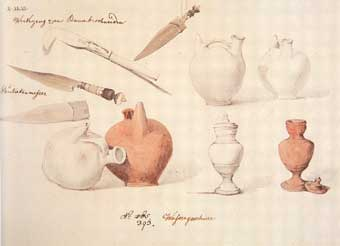
Рисунок из бразильской коллекции